# Lyndon Farnham

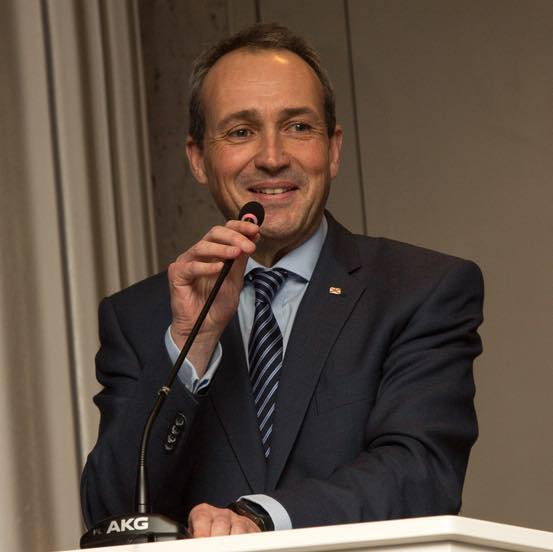
Lyndon Farnham (2017)

Lyndon John Farnham (* 1965 (?)) ist ein Politiker aus Jersey, der seit 2024 Chief Minister von Jersey ist.

## Leben
Lyndon John Farnham besuchte die St George’s Preparatory in Les Quennevais sowie in Hautlieu und das College for the Distributive Trades in London. Danach absolvierte er zwischen 1982 und 1985 eine Berufsausbildung zum Verkäufer im Warenhaus Harrods. Nach seiner Rückkehr nach Jersey 1985 begann er eine berufliche Laufbahn in den Bereichen Groß- und Einzelhandel, Hotels und Freizeit, Online-Handel und Immobilien. Er wurde am 9. Dezember 1999 für den Wahlkreis St. Saviour 2 erstmals Mitglied der 53-köpfigen States of Jersey und als solcher 2002 wiedergewählt. Im Dezember 2005 legte er sein Abgeordnetenmandat nieder, um sich wiederum seiner beruflichen Tätigkeit in der Privatwirtschaft zu widmen. Er hatte den Großteil seiner geschäftlichen Verpflichtungen 2011 aufgegeben, als er in die Politik zurückkehrte. Er war als Direktor von FCI Limited, des Gym Club (International) Limited, des Yacht Hotel Limited sowie von Blah Limited.
Farnham wurde am 14. November 2011 als Senator wieder als Mitglied der States of Jersey vereidigt sowie 2014 und 2018 wiedergewählt. Am 18. November 2011 galt er als Kandidat für das Amt des Innenministers. Nachdem die Ernennung von Senator Ian Le Marquand zum Schatzminister durch das Parlament jedoch abgelehnt worden war, änderte Chief Minister Ian Gorst die Nominierung für das Amt des Innenministers, um Senator Le Marquand im Minister Rat zu behalten, und zog die Nominierung von Senator Farnham zurückzog. Allerdings fungierte er zwischen 2011 und 2014 zumindest als Assistierender Innenminister. Im zweiten Kabinett von Chief Minister Gorst fungierte er als Minister für wirtschaftliche Entwicklung.
Nachdem sich am 4. Juni 2018 John Le Fondré bei der Wahl zum Chief Minister von Jersey mit 30 zu 19 Stimmen gegen den Amtsinhaber Ian Gorst durchsetzen konnte, wählte am 7. Juni 2018 das Parlament die Kabinettsmitglieder. Dem Ministerrat (Council of Ministers) gehören neben Chief Minister Le Fondré unter anderem Ian Gorst als Außenminister, Len Norman als Innenminister sowie Susie Pinel als Schatzministerin an. Lyndon Farnham übernahm im Kabinett Le Fondré die Ämter als stellvertretender Chefminister sowie zudem als Minister für wirtschaftliche Entwicklung, Tourismus, Sport und Kultur. Dem Ministerrat gehören aktuell zwölf Mitglieder an. Des Weiteren ist er Mitglied des Bailiff’s Consultative Panel, welches den obersten Staatsbeamten (Bailiff) berät.
Im Januar 2024 verlor Kristina Moore das Amt des Chief Minister von Jersey nach einem Misstrauensvotum. Farnham setzte sich bei der anschließenden Wahl gegen Sam Mezec und Ian Gorst durch und wurde am 30. Januar 2024 Chief Minister.